# Anolis alumina
Anolis alumina (бараонський трав'яний аноліс) — вид ігуаноподібних ящірок родини анолісових (Dactyloidae). Ендемік острова Гаїті.

## Поширення і екологія
Бараонські трав'яні аноліси мешкають на півострові Бараона та на південних схилах гір Сьєрра-де-Баоруко на крайньому півдні острова Гаїті. Вони живуть в соснових саванах і рідколіссях хаммока, де трапляються в густому трав'янистому підліску та серед каміння. Зустрічаються на висоті до 1596 м над рівнем моря.

## Збереження
МСОП класифікує стан збереження цього виду як близький до загрозливого. Anolis alumina загрожує знищення природного середовища.